# 자사브스카 통계 지방

자사브스카 통계 지방의 위치

자사브스카 통계 지방(슬로베니아어: Zasavska statistična regija)은 슬로베니아 중부에 위치한 통계 지방으로 최대 도시는 트르보블레이며 면적은 485km2, 인구는 57,567명(2015년 기준), 인구 밀도는 120명/km2이다.
4개 지방 자치체가 이 지방에 속한다. 지방의 경제는 서비스업이 51.2%, 공업이 46.9%, 농업이 1.9%를 차지한다.

## 지방 자치체
- 흐라스트니크
- 리티야
- 트르보블레
- 자고레오브사비